# Молинети (Павија)
Молинети је насеље у Италији у округу Павија, региону Ломбардија.
Према процени из 2011. у насељу је живело 29 становника. Насеље се налази на надморској висини од 137 м.